# Тао-Кларджети (исторический регион)
Тао-Кларджети (груз. ტაო-კლარჯეთი), Тайк-Кларджк (арм. Տայք-Կղարջք), иногда также известен как Земо-Картли (груз. ზემო ქართლი, то есть Верхняя Картли или Иберия) — исторический регион Грузии на северо-востоке Турции, в основном представлена двумя бассейнами рек — Чорох и верхний исток Куры. Термин был придуман в академических кругах в XIX веке для обозначения средневекового грузинского наследия, относящееся к «Грузинскому царству» или «царству картвелов».
В средние века считался культурным и политическим центром Грузии.

## Исторический очерк
По мнению советского академика-лингвиста Н. Я. Марра, населявшие регион чаны первоначально занимали весь бассейн Чороха с его притоками на правом берегу в Тао, но были вытеснены сначала армянами из Испира, а затем грузинами из Тао.
В XVI—XVIII веках юг Грузии (Тао-Кларджети и Самцхе-Джавахети) подвергся процессу исламизации. Берлинский договор 1878 года воссоединил Тао-Кларджети (Батуми и его окрестности) с Грузией и вернул 170 000 грузин-мусульман в грузинскую среду.

## Субрегионы
| Название области         | Хронология согласно Кирилла Туманова |
| ------------------------ | --- |
| Тао (арм. Тайк)          | - Мамиконяны (?) - Фарнавазиды (Иберия) (IV/III в. до н. э.) - Мамиконяны (Арташесидская Армения) (II в. до н. э.) - Верхний Тао — Багратиды; Нижний Тао — Гуарамиды (после 772 г.) - Нижнее Тао и Асиспори — Багратионы (с 786/807 гг.) - Вся Тао — Багратионы (с 813/30 гг.)                                   |
| Кола (арм. Кол)          | - Саериставо Цунда (Иберия) (IV/III в. до н. э.) - Арташесидская Армения (II в. до н. э.) - Иберия (I в. н. э.) - Независимое княжество - Армения (к VII в.) - Иберия (к 791 г.) - Багратионы (с 813/30 гг.) |
| Кларджети (арм. Кхарджк) | - Фарнавазиды (Иберия) (IV/III в. до н. э.) - Арташесидская Армения (II в. до н. э.) - Римская империя (?) - Иберия (I в. н. э.) - Гугарк (Аршакидская Армения) (II в. н.э) - Иберия (с 482/8 г.; с 522/3 г. «эрцгерцогство», Гуарамиды ок. 530 г., Багратионы, частично с 786/807 г., окончательно с 813/30 г.) |
| Артаани (арм. Ардаган)   | - Саериставо Цунда (Иберия) (IV/III в. до н. э.) - Арташесидская Армения (II в. до н. э.) - Иберия (I в. н. э.) - Гугарк (Аршакидская Армения) (II в. н.э) - Иберия (с 363/87 г., с 522/3 г. «эрцгерцогство», Гуарамиды ок. 530 г., Багратионы, частично ок. 780 и 786/807 гг., окончательно с 813/30 г.)        |

### Артаани / Ардаган
Кирилл Туманов причислял Артаани к «Верхней Иберии». Артаани расположен к югу от западного Джавахети (Эрушети), к востоку от Арсианского хребта, к западу от региона озера Палакацио (Чылдыр). Делится на верхний и нижний Артаани.
Согласно древнегрузинскому историку Леонтию Мровели (XI век), сын легендарного Мцхетоса Джавахос построил город-крепость Артаани, который тогда назывался городом Каджи. Согласно тому же автору, царь Фарнаваз, в III веке до н. э. основал эриставство Цунда, к которому он включил области Артаани, Джавахети и Кола.
Согласно античному историку и географу Страбону (XI, 14, 5) Гогарена была отвоёвана Арменией у иберов с возвышением династии Арташесидов. Птолемей упоминает его как Артаниса (лат. Appidum Artanisa).
В эпоху царицы Тамары Артаан был пограничным эриставством, а затем частью княжества Самцхе. После подчинения Самцхе в 1555 году, Османская Империя преобразовала его в санджак. В XVI веке Артаан был разделён на две части: Великий Артаан (вилайет Гурджжистана) и Малый Артаан (вилайет Карса).
В 1878 году в результате русско-турецкой войны вошёл в состав Российской империи. В соответствии Сан-Стефано и Берлинским договоров 1878 года Артаан был присоединён к России и до 1917 года являлся частью Карсской области. После советской оккупации Грузия потеряла контроль над Артаанским районом. В соответствии с Карсским договором 1921 года Артаан стал частью Турции.

### Кларджети / Кларджк
Кларджети была одной из юго-западных провинций Иберии. Со II века до н. э. до III века н. э. Кларджети, как и некоторые другие соседние земли, оспаривались между царствами Иберии и Армении (под армянским контролем он входил в гавар Кхарджк).
Похоже, что брак царя Иберии Вахтанга I с римской принцессой Еленой позволил иберийцам вернуть провинцию в 485 году. В Кларджети царь Вахтанг построил замок Артануджи. После этого Кларджети оставался во владении младших ветви Хосроидов, которые образовали дом Гуарамидов и владели Кларджети и Джавахети до 786 года, после чего владения Гуарамидов перешли к династии Багратионов. В начале IX века грузинский князь Ашот I восстановил и заселил область, опустошенную великими арабскими экспедициями и эпидемиями, и в то же время начал строительство монастырей под руководством Григола Хандзтели. Начинается миграция грузинского населения в Кларджети/Кхарджк. В XI—XIII веках культурно-просветительская деятельность была широко распространена в Кларджети. Он славился своими церквями и монастырями, которые назывались Двенадцать пустыней Кларджети («Двенадцать пустынь»). После распада Грузинского царства стал частью княжества Самцхе. В XVI веке Кларджети был захвачен османами вместе с другими частями южной Грузии. В 1918—1921 годах он был частью Грузии. С 1921 года часть Турции.

### Нигали
В XII—VII вв. до н. э. территория Нигали входила в состав племенного объединения Даиан-Диаохи, позже являлась частью царства Колхида. Армянский географ VII века Анания Ширакаци считал этот регион одной из провинций Колхиды. В период раннего феодализма Нигали стала частью грузинского феодального царства Тао-Кларджети, а после объединения грузинских феодальных царств Нигали стало частью единого Грузинского государства. После распада Грузинского царства Нигали стало частью княжества княжества Самцхе. Во второй половине XVI века долина Нигали была захвачена Османами. С 1921 года часть Турции.

### Тао / Тайк
Во II веке до н. э. — V веке н. э. провинция Великой Армении. После уничтожения Аршакидского царства Тайк сохранился в границах Марзпанской Армении до VII века.
На рубеже VII—VIII веков Степанос Сюнеци сообщал о существовании тайкского (Тао) диалекта армянского языка.
До IX века Тайк был уделом армянского феодального рода Мамиконян.
Решающим для дальнейшей истории Тайка/Тао стал рубеж VIII—IX столетий. С. Рап отмечает, что после неудачного восстания против арабов в 775 году ветвь могущественной армянской семьи Багратидов переселилась в Тао-Кларджети. Князь Ашот, быстро перебравшись в смешанную армяно-картвельскую среду, сместил более слабого предшественника из династии Гуарамидов в 813 году. К. Туманов отмечает, что Багратиды изначально завладели южным Тайком, находящимся во владениях Мамиконянов, затем и северным Тайком, который незадолго до этого был отнят Гуарамидами у первых. С этого времени Тао перешло из армянской политической сферы в грузинскую. Российские историки А. Виноградов и А. Косоуров считают, что накануне образования Тао-Кларджетинского царства область Тао являлась армянской землей.
Эпоха ознаменовалась этнокультурными трансформациями в Тао-Кларджетинском регионе. Согласно С. Рап, после захвата арабами Восточной Грузии и её столицы Тбилиси значительное количество картвелов мигрировали на юго-запад в том числе и в Тао/Тайк, где они создали «Картли в изгнании» или «новую Картли». И. Дорфман-Лазарев отмечает, что грузинская миграция постепенно расширилась c севера на преимущественно армянонаселённый Тао. По словам В. Степаненко «с IX в., в связи с притоком сюда грузинского населения, Тайк постепенно превратился в Тао».

### Шавшети
После арабского завоевания Восточной Грузии и её столицы Тбилиси значительное число картвелов мигрировало на юго-запад в том числе в Шавшети/Шавшет.

## Культурно-историческое наследие
В IX веке под покровительством грузинских Багратидов в Тао-Кларджети происходило возрождение монашеской жизни. Грузины, которые составляли большинство населения севернее от Тао, постепенно переселялись на юг. Игорь Дорфман-Лазарев отмечает, что они обнаружили здесь ряд заброшенных армянами в VIII веке монастырей и реконструировали их, были основаны много новых домов. В. Степаненко отмечает, что среди этих руин были Ишхани и Сурб хач (Субхечи). Стивен Рап отмечает, что в этой «новой Картли» картвельские переселенцы столкнулись со значительным армянским населением, уже проживающим там. Между двумя народами происходил культурный обмен.
Сохранились многочисленные грузинские рукописи переписанные в Тао-Кларджети. В некоторых из них встречаются также армянские слова и термины. По словам В. Степаненко «Всё это — свидетельства того двуязычия, которое неминуемо должно было сформироваться в Тао вследствие его грузинской колонизации».
На территории Тао-Кларджети расположено множество важных культурных памятников Грузии времён средневековья, многие из которых сохранились в руинах. Несколько памятников средневековой грузинской архитектуры — заброшенные или переделанные церкви, монастыри, мосты и замки — разбросаны по всей области.
Наиболее известные монастыри: Хандзта, Хахули, Анча; церкви: Ошки, Ишхани, Бана, Пархали, Долискана, Отхта, Опиза, Парехи и Тбети.

## Галерея
| - Ошкский собор - Церковь Хахули - Долисканская церковь - Собор Бана - Собор Тбети - Церковь Пархали - Церковь Отхта - Церковь Экеки - Замок Гуливати - Замок Каджети - Замок Артануджи - Замок Тортоми |